# Michael Nunn
Michael Nunn (* 14. April 1963 in Davenport (Iowa)) ist ein ehemaliger US-amerikanischer Boxer.

## Amateur
Rechtsausleger Nunn gewann als Amateur 168 Kämpfe bei acht Niederlagen. 1983 belegte er bei den US-amerikanischen Meisterschaften einen dritten Platz. Im Jahr 1984 verlor er gegen Virgil Hill, den er auch mal geschlagen hatte, dem entscheidenden Kampf in der Vorausscheidung um die Olympiaqualifikation.

## Profi
Er wurde 1984 Profi im Mittelgewicht und gewann seine ersten dreißig Kämpfe, bis er am 28. Juli 1988 gegen den ungeschlagenen Olympiasieger Frank Tate den IBF-Mittelgewichtstitel durch technischen KO in Runde neun gewinnen konnte. Er verteidigte in der Folge gegen den sehr angesehenen Veteranen Juan Roldán und schlug Sumbu Kalambay gar in der ersten Runde KO. Gegen Iran Barkley gewann er nur knapp nach Punkten, dann schlug er die ehemaligen Weltergewichtler Marlon Starling und Donald Curry. In seiner sechsten Titelverteidigung traf er am 10. Mai 1991 auf den damals noch unbekannten James Toney und verlor seinen Titel überraschend, nach Punkten klar führend, in der elften Runde durch technischen KO.
Er wechselte daraufhin in das Supermittelgewicht und gewann am 12. September 1992 umstritten gegen Victor Cordoba den WBA-Titel. Den direkten Rückkampf gewann er deutlich und verteidigte anschließend den WBA-Titel gegen Crawford Ashley und Merqui Sosa, verlor ihn aber im Februar 1994 an den unbekannten Steve Little. Der Versuch, den Titel im Dezember 1994 in Ecuador gegen Frankie Liles zurückzuerobern, endete in einer Punktniederlage.
Im Februar 1993 gewann er zudem den IBF-Supermittelgewichts-WM-Kampf gegen Danny Morgan (USA) in Mexiko-Stadt nach technischem K.o in Runde 1.
Anschließend stieg er in das Halbschwergewicht auf und bestritt am 21. März 1998 in der Max-Schmeling-Halle, Berlin gegen Graciano Rocchigiani einen letzten Titelkampf, unterlag aber wiederum nach Punkten. Sein letzter nennenswerter Sieg gelang ihm 1999 gegen William Guthrie. Im Jahr 2002 beendete er seine Karriere.